# Římskokatolická farnost Babice u Uherského Hradiště

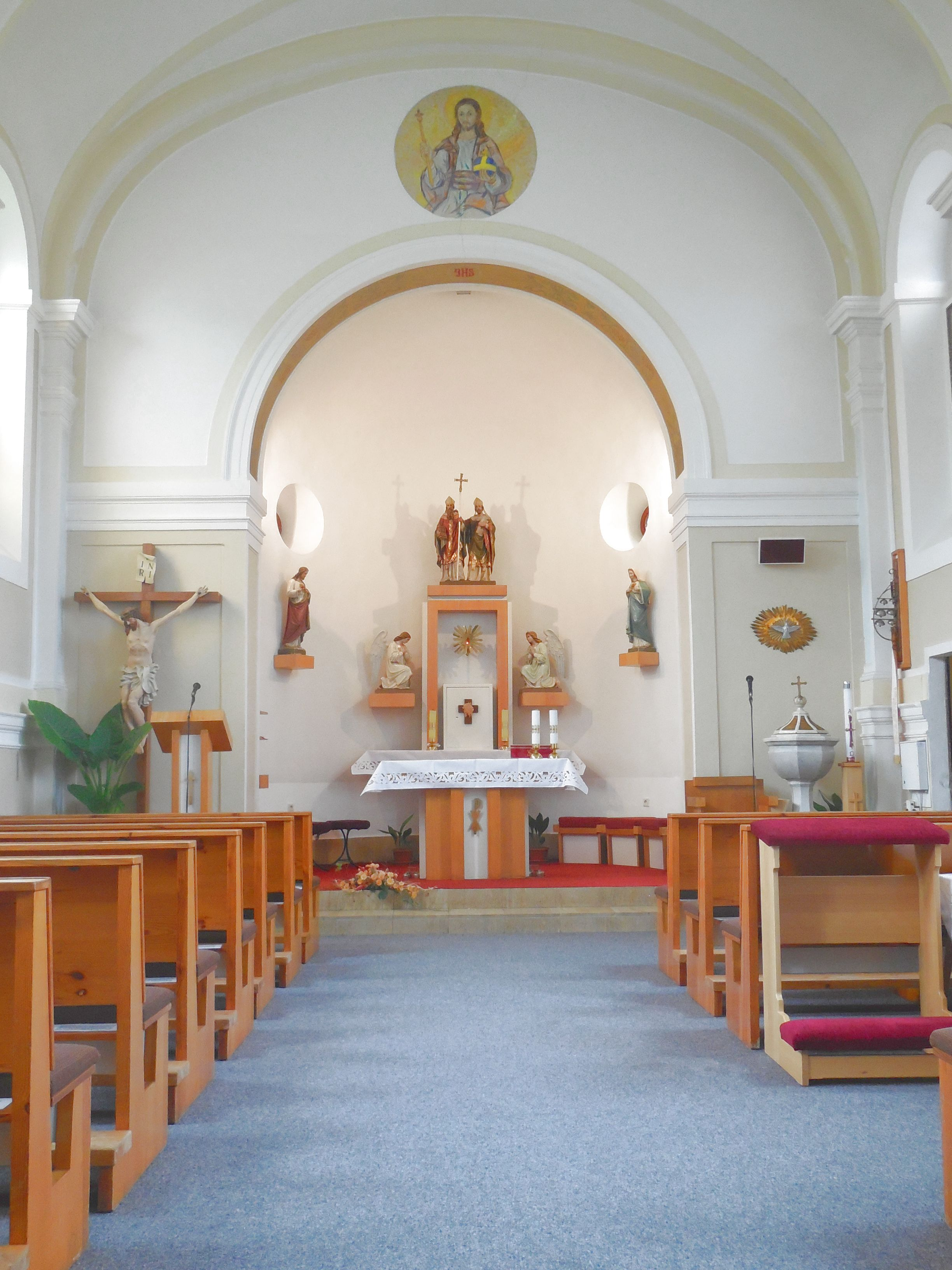
Interiér kostela v roce 2018

Římskokatolická farnost Babice u Uherského Hradiště je územní společenství římských katolíků s farním kostelem svatého Cyrila a Metoděje v děkanátu Uherské Hradiště.
Z farnosti pocházel P. ThDr. Pavel Škrabal OP, překladatel Nového Zákona z roku 1948 vycházejícího z řeckého originálu.

## Historie farnosti a kostela
První písemná zmínka o obci pochází z roku 1220 v listině, kterou olomoucký biskup Robert daroval velehradskému cisterciáckému klášteru obilné a vinné desátky. K velehradskému klášteru patřila obec až do roku 1784, kdy byl klášter zrušen.

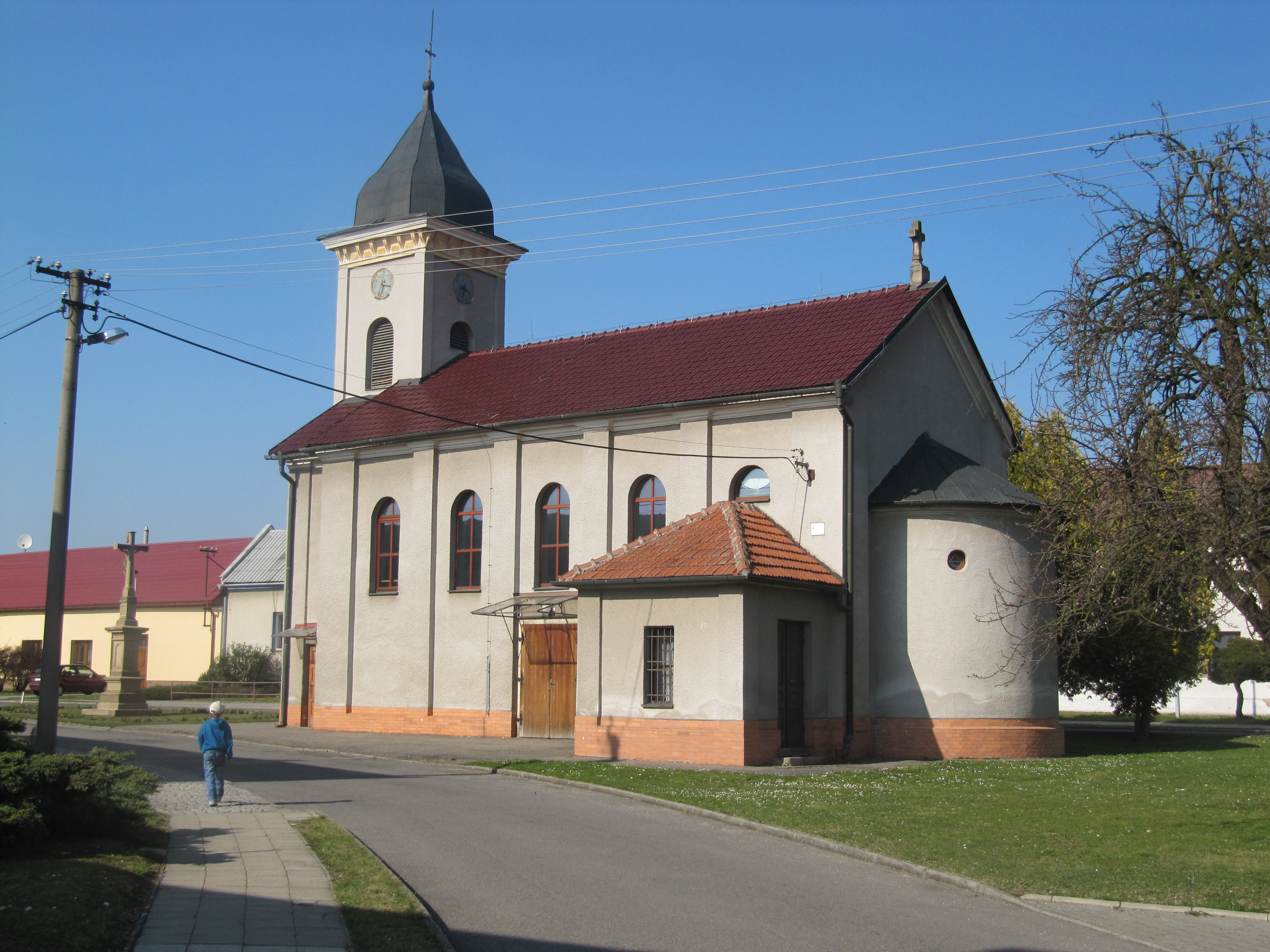
Vzhled kostela do roku 2016

V roce 1898 byla zahájena stavba kostela na místě původní dřevěné zvonice, stavbu navrhl a vedl architekt Dominik Fey, autor například radnice v Napajedlích. Základní kámen kostela byl požehnán 18. srpna 1898 v den narozenin císaře Františka Josefa I. v roce 50. výročí nástupu na trůn. Stavba kostela byla dokončena o rok později a v roce 1900 byl kostel vysvěcen. Kostel byl zasvěcen svatým Cyrilovi a Metodějovi. O stavbu kostela se kromě babických farníků výrazně zasloužili i kněží ze Spytihněvi, pod kterou Babice dlouhou dobu spadaly. Prvním knězem na faře v Babicích byl P. Antonín Kolář a to od roku 1925. Samostatná farnost vznikla v Babicích u Uherského Hradiště v roce 1937 vyfařením ze Spytihněvi. P. Kolář byl správcem farnosti až do roku 1968.
Obraz Ježíše Krista Krále na oblouku apsidy namaloval v roce 1974 akademický malíř Vladimír Vašíček.
V dějinách farnosti proběhlo mnoho větších či menších oprav kostela. Snad nejvýznamnější byla provedena v 80. letech 20. století. Při ní byla původní omítka bohatě zdobená lizénami nahrazena novou brizolitovou. Změn doznal také interiér kostela. Původní oltář od firmy Zeller z Olomouce byl nahrazen novým v moderním stylu. Nový byl i ambon, obětní stůl, lavice a rámy na křížovou cestu. Oltářní sochy sv. Cyrila a Metoděje od babického rodáka sochaře Františka Laholy z roku 1899 a další sochy zůstaly zachovány, stejně tak i křtitelnice.
V roce 2007 byla vyměněna okna, do pěti z nich byly pořízeny vitráže navržené malířem Janem Jemelkou z Olomouce.
Poslední velká oprava byla uskutečněna v roce 2016, při ní byla brizolitová omítka nahrazena bílo-žlutým nátěrem, vyměněny věžní hodiny, instalováno automatické odbíjení, nový sokl a stříšky nad vstupy, opraven kříž na štítě nad apsidou.
Tato rekonstrukce se umístila na šestém místě v celostátním hlasování v rámci výstavy Má vlast cestami proměn 2017.

## Duchovní správci
P. Antonín Kolář, kaplan a správce: 1925 – 1937, farář: 1937 – 1968
P. Václav Žákovský, kaplan: 1943 – 1945
P. František Urban, farář: 1968 – 1972
P. Josef Zimčík, farář: 1972 – 1973
P. Milan Borovička, farář: 1973 – 1981
P. Jan Čechal, zástupce z Huštěnovic: 1979 – 1981
P. František Adamec, farář: 1981 – 1992
P. Zdeněk Zlámal, administrátor exc. z Huštěnovic:1992 – 2009
P. ICLic. Mgr. Mariusz Sienkowski Dr., administrátor exc. z Huštěnovic: 2009 – 2015
P. Mgr. Bohumil Kundl, administrátor exc. ze Spytihněvi: 2015 – 2018
P. ICLic. Mgr. Jiří Zámečník, administrátor exc. ze Spytihněvi: 2018
P. ThLic. Tomáš Káňa, Th.D., administrátor exc. ze Spytihněvi: 2018 – 2021
P. Mgr. Stanislav Matyáš, administrátor exc. z Huštěnovic: 2021 –2025
P. Mgr. Pawel Bilinski, administrátor exc. z Jalubí: 2025 - 
Od července 2015 byl administrátorem excurrendo R. D. Mgr. Bohumil Kundl.. Toho s platností od července 2018 vystřídal R. D. Mgr. Jiří Zámečník, který byl ustaven farářem na přechodnou dobu a od října 2018 byl administrátorem excurrendo R. D. ThLic. Tomáš Káňa, Th.D. Od července 2021 byl administrátorem excurrendo P. Mgr. Stanislav Matyáš.Od července 2025 je administrátorem excurrendo P. Mgr. Pawel Bilinski 

## Bohoslužby
| Kostel                     | Místo     | Bohoslužba (den)             | Hodina     | Poznámka                                                       |
| -------------------------- | --------- | ---------------------------- | ---------- | -------------------------------------------------------------- |
| svatého Cyrila a Metoděje  | Babice    | neděle pátek                 | 7.15 18.00 | farní kostel                                                   |
| Morová kaplička            | Kudlovice |                              |            | za odvrácení moru v 17. století, (ve správě obce)              |
| Kaple sv. Jana Křtitele    | Kudlovice |                              |            | barokní kaple z roku 1747 netradičního tvaru, (ve správě obce) |
| Kaple sv. Andělů strážných | Kudlovice | obvykle první úterý v měsíci | 17.00      | rozestavěná, dosud nevysvěcená                                 |

## Aktivity ve farnosti
Pravidelně se konají modlitby matek, dvakrát měsíčně biblické hodiny, vzdělávací setkání, posezení na faře, výuka náboženství, při některých bohoslužbách zpívá schola i chrámový sbor. V postní a adventní době se konají duchovní obnovy. Farnost se aktivně zapojuje do Noci kostelů.
Na začátek září připadá Den farnosti, který je setkáním celého farního společenství s kulturním a duchovním programem.
V roce 2016 pořádala farnost postní duchovní obnovu. Šlo o třídílné zamyšlení nad životem bavorské světice Anny Schäfferové. V červnu téhož roku byl vysvěcen na trvalého jáhna farník Pavel Černuška. 
V říjnu 2017 udílel ve farnosti svátost biřmování biskup Josef Nuzík. 
V roce 2020 vydala obec Babice u Uherského Hradiště publikaci o historii kostela - 120 let kostela v Babicích. 